# Videografia de Damares (cantora)
Este anexo lista a videografia de Damares, que contem todos os os álbum de vídeo lançado pela cantora de gênero gospel brasileira Damares. Em 2011, sua gravadora, Sony Music, lançou uma homenagem ao centenário da Assembléia de Deus no Brasil, o DVD foi intitulado, 100 anos do Movimento Pentecostal. Por causa disso, Damares, Lauriete, Elaine de Jesus e Cassiane foram chamadas de Divas da música pentecostal. 

## Videografia
| Ano                                                                                    | Álbum | Posições | Vendas e Certificações |
| Ano                                                                                    | Álbum | BRA      | Vendas e Certificações |
| -------------------------------------------------------------------------------------- | --- | -------- | ---------------------- |
| 2009                                                                                   | A Minha Vitória Tem Sabor de Mel - Ao Vivo - Lançamento: 12 de setembro de 2009 - Formatos: CD, DVD e download digital - Gravadora: Louvor Eterno | ---      |                        |
| 2011                                                                                   | 100 anos do Movimento Pentecostal - Lançamento: 20 de dezembro de 2011 - Formatos: CD, DVD - Gravadora: Sony Music                                | ---      |                        |
| 2012                                                                                   | Uma Vida, Uma História - Ao Vivo - Lançamento: 4 de janeiro de 2012 - Formatos: CD, DVD - Gravadora: Sony Music                                   | ---      |                        |
| "—" denota álbuns que não entraram nas paradas musicais ou não foram lançados no país. | |          |                        |